# 叶皓
叶皓（1957年9月—），中华人民共和国政治人物、外交官。
2011年，接替王俊岭，担任中华人民共和国驻阿尔巴尼亚大使。